# 柔弱黄花地钮菜
柔弱黄花地钮菜（学名：Stachys xanthantha var. gracilis）为唇形科水苏属下的一个变种。